# Fort McHenry
O Fort McHenry, primitivamente denominado como Whetstone Fort, localiza-se em Whetstone Point, perto da cidade de Baltimore, sobranceiro ao estuário do rio Patapsco, nos Estados Unidos da América.
Ficou conhecido por ter sido o cenário de uma batalha que inspirou Francis Scott Key a escrever o poema The Star-Spangled Banner, o actual Hino nacional dos Estados Unidos da América.

## História
Em posição estratégica para a defesa de Baltimore, pois vigiava todo o tráfego naval pelo rio Patapsco, foi construído em 1776, no contexto das lutas da Revolução Americana de 1776.
Embora não tenha conhecido ação durante a revolução, em 1798 o engenheiro francês Jean Foncin foi contratado para desenhar um novo forte no local, decisão para a qual foi crucial o então Secretário da Guerra estadunidense, James McHenry. O novo forte foi, assim, nomeado em sua honra.
Em Setembro de 1814, durante a Guerra Anglo-Americana, a frota inglesa bombardeou o forte durante 25 horas. A defesa heróica do forte, testemunhada pelo advogado Francis Scott Key do seu pequeno barco, levou-o a escrever o poema "The Star-Spangled Banner" que, em 1931, foi adoptado como hino oficial dos EUA.
Mais tarde, durante a Guerra Civil Americana, serviu de prisão para soldados dos Estados Confederados da América capturados pelos soldados da União.
Em 1912 foi desativado e, entre 1915 e 1917, usado pelos habitantes de Baltimore como parque e praia, tendo sido reativado a partir de 1917, quando os Estados Unidos entraram na Primeira Guerra Mundial para servir como hospital militar, considerado o maior do país na época.
Em 1925 o forte foi transformado em Parque Nacional, tendo, no entanto, servido como Centro de Treino da Guarda Costeira americana durante a Segunda Guerra Mundial.

## Características
Apresenta planta pentagonal com baluartes nos vértices, inspirada nos desenhos de Sébastien Le Prestre de Vauban.